# Eggenberger Motorenbau
Die Eggenberger Motorenbau AG ist ein Schweizer Motorenbauer und -tuner mit Sitz in Lyss (Kanton Bern).
Das Unternehmen wurde 2005 gegründet. Seine Aktivitäten basieren jedoch auf der 1973 von Ruedi Eggenberger gegründeten Einzelfirma Eggenberger Motorsport, die 1993 in eine Aktiengesellschaft umgewandelt wurde. Über die Eggenberger Motorsport AG wurde im Oktober 2005 der Konkurs eröffnet. Die Aktivitäten werden seither von der wenige Tage zuvor gegründeten Eggenberger Motorenbau AG weitergeführt.

## Rennsport

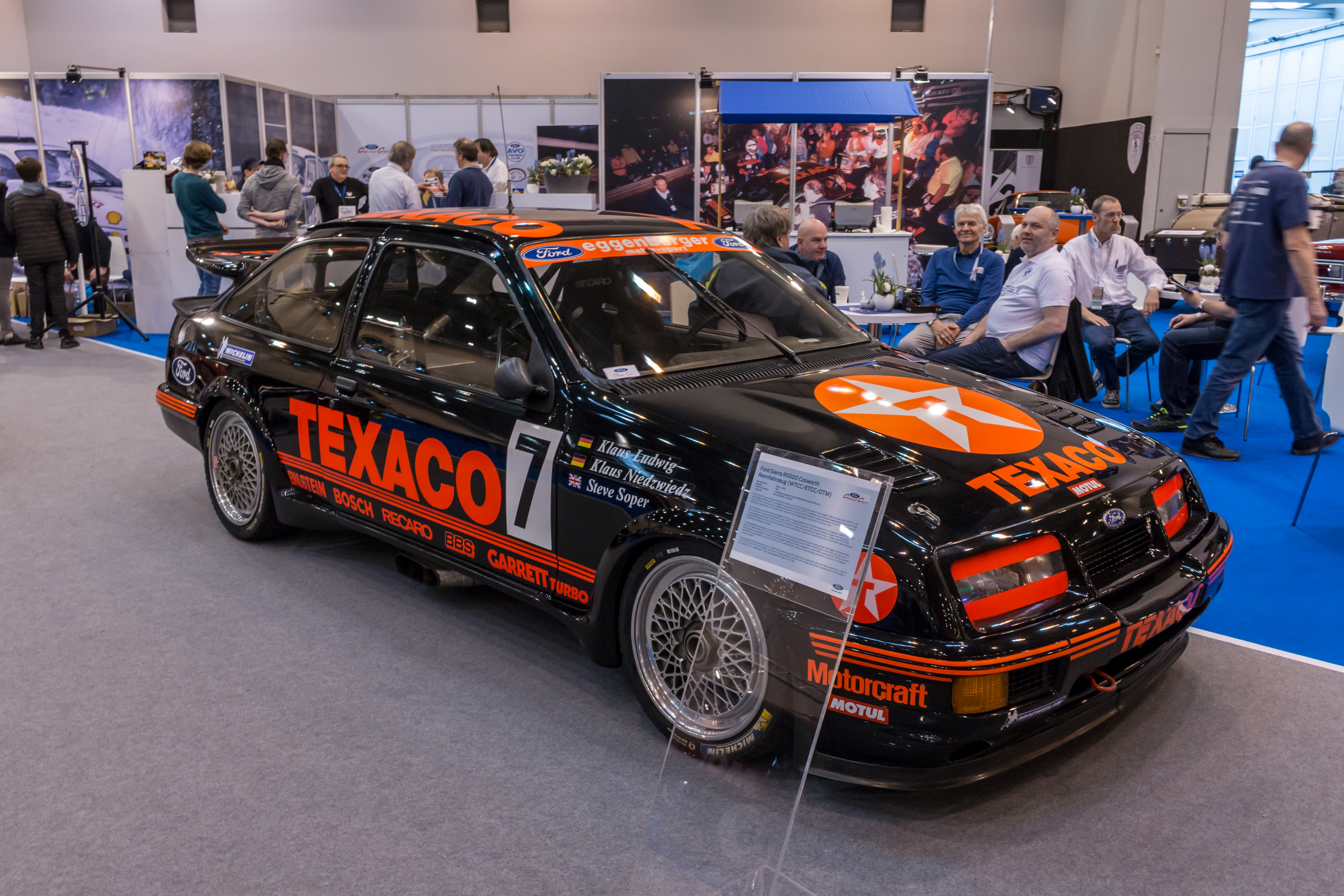
Ford Sierra RS500, Siegfahrzeug der 24 Stunden am Nürburgring 1987

Zwischen 1979 und 1996 war das Unternehmen als Eggenberger Motorsport unter anderem mit BMW-, Volvo- und Ford-Fahrzeugen in verschiedenen nationalen und internationalen Rennserien wie der Tourenwagen-Welt- und Europameisterschaft sowie der Deutschen Tourenwagen-Meisterschaft am Start. Als Fahrer konnten internationale Grössen wie Bernd Schneider, Marc Surer, Klaus Ludwig, Johnny Cecotto oder Thierry Boutsen verpflichtet werden.
Der erste grössere Erfolg des Teams war der Sieg beim 6-Stunden-Rennen im südafrikanischen Kyalami mit den Fahrern Helmut Kelleners und Eddie Keizan. Zwischen 1980 und 1988 konnte Eggenberger fünf Mal die Tourenwagen-Europameisterschaft für sich entscheiden. 1987 gewannen Klaus Ludwig, Steve Soper und Klaus Niedzwiedz auf einem Ford Sierra RS500 das 24-Stunden-Rennen auf dem Nürburgring.
Beim AVUS-Rennen 1984 stieg Eggenberger in die Deutsche Tourenwagen-Meisterschaft ein. In 49 Rennen konnten die Schweizer dort vier Siege, zwei Pole-Positions sowie drei schnellste Rennrunden erreichen. Nach dem Rennen im Donington Park (1991) stieg Eggenberger aus der DTM aus.
1996 wurde Eggenberger mit Walter Schmid auf Ford Sierra Autocross-Europameister.

## Fahrer in der DTM
| 1989 | Ford Sierra RS500 Cosworth  | Klaus Niedzwiedz | Gianfranco Brancatelli | Bernd Schneider |
| 1991 | Opel Omega 3000 24V Evo 500 | Klaus Niedzwiedz | Alain Ferté            |                 |